# Vadim Kojevnikov
Vadim Mihailovici Kojevnikov (în rusă Вадим Михайлович Кожевников; n. 9/22 aprilie 1909, Togur⁠(d), Tomsky Uyezd⁠(d), RSFS Rusă, URSS – d. 22 octombrie 1984, Moscova, RSFS Rusă, URSS) a fost un scriitor sovietic, unul dintre reprezentanții principali ai realismului socialist sovietic. Fiica lui, Nadejda Kojevnikova, este, de asemenea, scriitoare.

## Biografie
Vadim Kojevnikov s-a născut într-o familie de etnie rusă din orașul siberian Narîm, Gubernia Tomsk (în prezent raionul Kolpașevski, regiunea Tomsk), în care tatăl său, un medic cu preocupări revoluționare, fusese trimis într-un exil intern de către autoritățile Imperiului Rus.
Kojevnikov a studiat literatura și etnologia la Universitatea de Stat din Moscova, absolvindu-și studiile în 1933. El a lucrat în calitate de corespondent de război pentru Pravda din 1941 până în 1945 și s-a alăturat Partidului Comunist al Uniunii Sovietice la jumătatea Războiului Germano-Sovietic în 1943. El a fost ales secretar al Uniunii Scriitorilor Sovietici în 1949.
Kojevnikov a fost recunoscut oficial ca Erou al Muncii Socialiste pentru contribuțiile sale la literatura sovietică și a fost ales pentru un mandat ca deputat în Sovietul Suprem al Uniunii Sovietice. El a fost distins în 1971 cu Premiul de Stat al URSS pentru două dintre romanele sale.
O analiză de ansamblu a operei literare a lui Kojevnikov, scrisă de către criticul literar sovietic Iosif Grinberg, a fost publicată la Moscova în 1972.
Kojevnikov a murit pe 20 octombrie 1984 la Moscova, în vârstă de 75 de ani.

## Scrieri
- Tales Of The War (Рассказы о войне, 1942)
- The Boy From The Outskirts (Мальчик с окраины, scenariu, 1947)
- În întâmpinarea zorilor (Заре навстречу), 1956-1957
- Vi-l prezint pe Baluev (Знакомьтесь, Балуев!), 1960 (ecranizare cinematografică, 1963)
- Flying Day (День летящий), 1962
- Shield And Sword (Щит и меч), 1965 (ecranizare cinematografică, 1968)
- At Noon On The Sunny Side (В полдень на солнечной стороне), 1973
- Roots And Herbs (Корни и крона), 1981-1982

## Premii[4]
- Erou al Muncii Socialiste
- Ordinul Lenin (2)
- Ordinul Steagul Roșu al Muncii
- Ordinul Revoluția din Octombrie
- Ordinul Marele Război pentru Apărarea Patriei
- Ordinul Steaua Roșie
- Premiul de Stat al URSS